# تيبور باداري
تيبور باداري (بالمجرية: Badari Tibor)‏ (17 أغسطس 1948 – 10 أكتوبر 2014) هو ملاكم مجري راحل، مثّل بلاده في الألعاب الأولمبية الصيفية في دورتي 1968 و1976.

## روابط خارجية
تيبور باداري على موقع أوليمبيديا (الإنجليزية)